# Ampermoching
Ampermoching ist ein Gemeindeteil der Gemeinde Hebertshausen und eine Gemarkung im Landkreis Dachau (Oberbayern, Bayern).

## Geographie
Das Pfarrdorf Ampermoching liegt an der Staatsstraße 2339 und etwa 8 km von Dachau und 4 km von Hebertshausen in nordöstlicher Richtung entfernt. Nach Unterschleißheim zur Autobahn 92 sind es nach Osten etwa 6 km und zur Autobahn 9 an der Anschlussstelle Allershausen nach Nordosten 18 km.
Auf der etwa 1316 Hektar großen Gemarkung Ampermoching liegen neben dem gleichnamigen Pfarrdorf noch weitere Orte:
| Ortschaft    | Typ       | Bevölkerung Volkszählung 25. Mai 1987 | Bevölkerung Melderegister 30. Juni 2011 |
| ------------ | --------- | ------------------------------------- | --------------------------------------- |
| Ampermoching | Pfarrdorf | 942                                   | 1223                                    |
| Hackermoos   | Dorf      | 64                                    | 81                                      |
| Kaltmühle    | Weiler    | 19                                    | 20                                      |
| Lotzbach     | Weiler    | 37                                    | 48                                      |
| Ampermoching | Gemarkung | 1062                                  | 1372                                    |

## Geschichte
Der Ort ist die mit dem Jahr 748 als Machinga am frühesten urkundlich bezeugte Siedlung im Landkreis Dachau. Es liegt der bajuwarische Personenname Macho zugrunde (‚Siedlung des Macho‘).
Ampermoching zählte zusammen mit Allershausen und  Glonn zum Kerngebiet des Landeigentums der Pilgrimiden und war Gerichtsort des Herzogs Tassilo III. Im Mittelalter verlief die frühbajuwarische Amperstraße auch durch diesen Ort. 1933 hatte Ampermoching 546 Einwohner. Am 1. Juli 1971 wurde die Gemeinde im Zuge der Gebietsreform nach Hebertshausen eingemeindet. Anfang November 2011 wurden im Zuge der Erschließungsarbeiten für das Neubaugebiet „Ampermoching Ost IV“ Reste einer keltischen Siedlung aus der Latènezeit (5.–1. Jahrhundert v. Chr.) entdeckt. In erster Linie handelt es sich um Pfostenabdrücke von mindestens drei Holzhäusern sowie einige zeittypische Keramikscherben. Den entdeckten Gebäudegrundrissen zufolge lässt sich die Fundstelle in das 3. oder 2. Jahrhundert v. Chr. datieren.
Die Ortschaften Ampermoching, Kaltmühle und Lotzbach gehörten früher zur geschlossenen Hofmark Schönbrunn. Der daraus hervorgegangene Steuerdistrikt Schönbrunn wurde mit dem Gemeindeedikt von 1818 in die Gemeinden Schönbrunn (1978 nach Röhrmoos eingegliedert) und Ampermoching aufgeteilt.
Der Gemeindeteil Hackermoos ging aus den erst Ende des 20. Jahrhunderts im Dachauer Moos im äußersten Süden des früheren Gemeindegebiets entstandenen Ansiedlungen Leistbräumoos und Hackerbräumoos hervor.

## Kirche

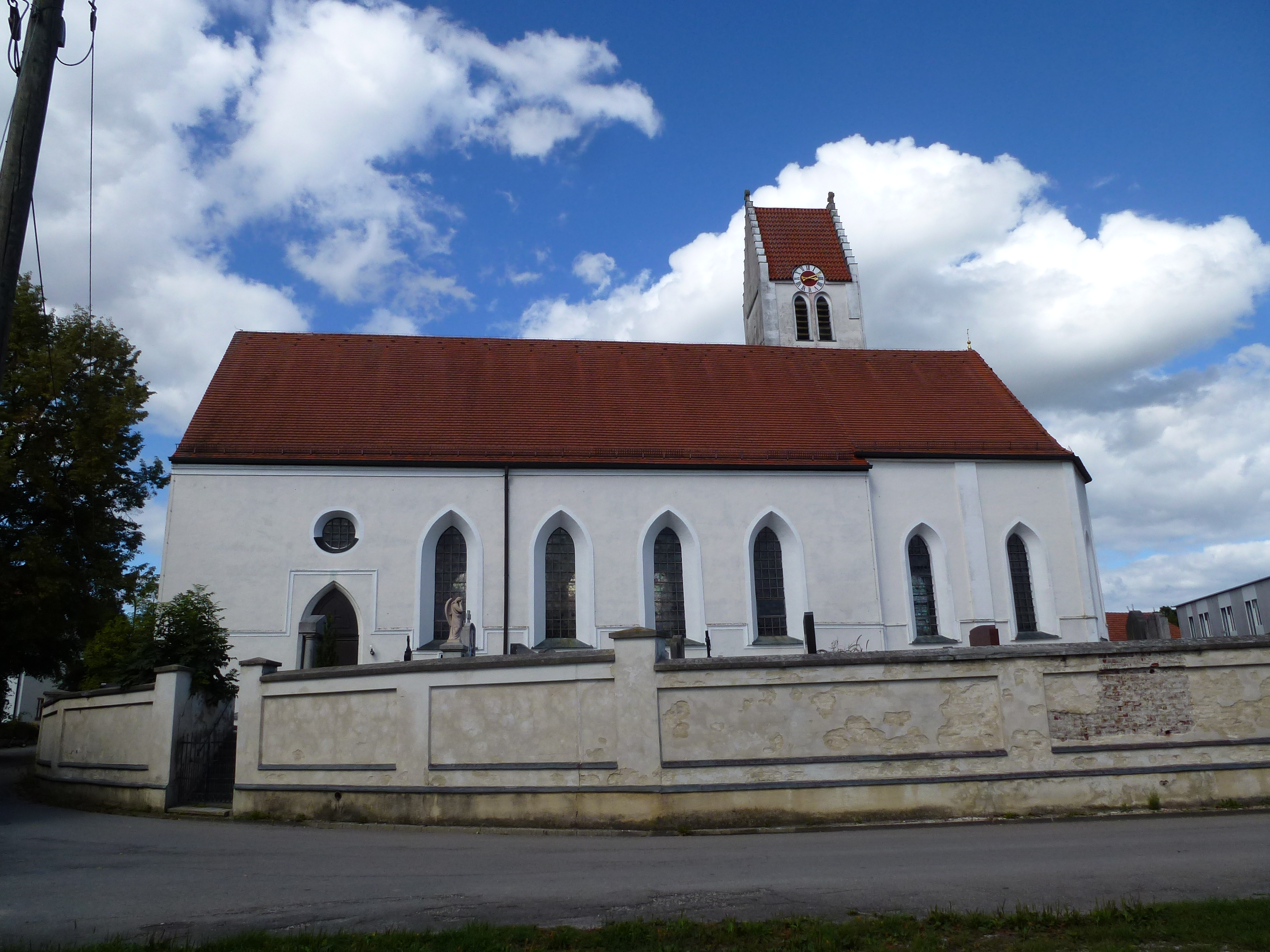
Pfarrkirche St. Peter in Ampermoching

Die Pfarrkirche St. Peter in Ampermoching wird erstmals 1315 in der Konradinischen Matrikel mit den Filialkirchen Unterweilbach und Sulzrain erwähnt. Der heutige Bau stammt aus dem Ende des 15. Jahrhunderts. Ausgestattet ist sie mit einem Taufstein aus rotem Marmor aus dem 18. Jahrhundert, einer Kanzel (um 1670), einer von um 1700 stammenden bildgeschmückten Empore (Antonius von Padua  und Anbetung der Weisen) und einer zehnregistrigen Orgel von Franz Borgias Maerz aus dem Jahr 1882.

## Trivia / Filmkulissen
Im Film Man spricht deutsch von Gerhard Polt stammt die Familie Löffler, die in Italien ihren Sommerurlaub macht, aus Ampermoching.
Im Kriminalfilm Dampfnudelblues aus der Reihe "Eberhoferkrimi" drehte man auf dem Gelände des SV Ampermoching das Fußballspiel ab 0:36:00, zu dem die Hauptfigur Franz als Personenschutz für Stürmerstar Buengo abkommandiert wird.